# Příbram
Příbram (Tjekkisk udtale: [ˈpr̝̊iːbram]; tysk: Freiberg in Böhmen eller Pribram, i 1939-1945 Pibrans) er en by i den tjekkiske region Centralbøhmen i Tjekkiet. Den har omkring 33.000 indbyggere. Den er kendt for sin minehistorie og for nylig for sin nye satsning på økonomisk omstrukturering.
Byen er den tredjestørste i den centralbøhmiske region (efter Kladno og Mladá Boleslav), og den er et naturligt administrativt og kulturelt centrum i den sydvestlige del af regionen, selvom den også i høj grad er påvirket af nærheden til Prag.
Valfartsstedet Svatá Hora over byen er det ældste og vigtigste Maria-pilgrimssted i Bøhmen. Příbram er også kendt for Minemuseet Příbram.

## Geografi
Příbram ligger omkring 46 km sydvest for Prag. Den ligger i Brdy-højlandet. Det højeste punkt i kommunen er bakken Vojna på 667 meter over havets overflade. Et dominerende element i bymidten er bakken Svatá hora med en højde på 590 moh.
Byen ligger hovedsageligt på den højre bred af floden Litavka. Příbramský-bækken løber gennem byen og giver vand til en række damme i byens centrum.

## Historie
Den første skriftlige omtale af Příbram er fra 1216, da adelsmanden Hroznata af Teplá solgte Příbram til ærkebispedømmet i Prag. Snart blev bebyggelsen en markedsby med en kirke. Příbram blev ødelagt under urolighederne i anden halvdel af det 13. århundrede. Bispedømmet Prag inviterede nye bosættere til købstaden, og en periode med fremgang begyndte.
Slottet i Příbram blev bygget efter ordre fra ærkebiskop Arnošt af Pardubice.
I begyndelsen af det 16. århundrede begyndte sølvminedriften at udvikle sig, og minebyen Březové Hory blev etableret. I midten af det 16. århundrede gik minedriften tilbage. Det varede indtil 1579, hvor Rudolf 2. forfremmede Příbram til den kongelige mineby. Siden da blomstrede byen Příbram, men bebyggelsen Březová Hora forblev ubetydelig.
Trediveårskrigen havde en stor indvirkning på Příbram, idet den sænkede befolkningstallet og forårsagede en voldsom rekatolisering, der blev understøttet af den voksende betydning af Svatá Hora, der lå i nærheden af pilgrimsstedet. Byen kom sig ikke før slutningen af det 17. århundrede, hvor minedrift efter jernmalm udviklede sig.
Sølvminedriften fortsatte, men var ikke særlig rentabel, så Příbram opgav størstedelen af sin andel af minedriften til fordel for centralregeringen i Wien. Det viste sig at være en fejltagelse, for i det 18. århundrede blev Příbram stedet for den mest profitable sølvminedrift i hele Habsburg-monarkiet. Byen blev sæde for de centrale mineinstitutioner og i midten af det 19. århundrede også for mineakademiet.
Den højeste velstand varede indtil 1880'erne, hvorefter den stagnerede indtil slutningen af det 19. århundrede. I 1897 blev Březové Hory forfremmet til en kongelig mineby. Příbram-minernes betydning faldt efter 1900, men byens omdømme som uddannelses- og kulturcenter forblev højt.